# Ладислав Каменицький
Ладислав Каменицький (словац. Ladislav Kamenický;нар. 4 жовтня 1970) — словацький політик, міністр фінансів Словаччини. З 2012 року парламентар Національної ради Словацької Республіки від партії Курс — соціальна демократія (SMER-SD), з 2016 року — голова Комітету з питань фінансів та бюджету Словаччини.

## Біографія
Закінчив факультет торгівлі в Економічному університеті в Братиславі.
Вперше був обраний депутатом на виборах до Національних зборів Словацької Республіки у 2012 році, коли балотувався від партії SMER-SD.
У 2016 році Каменицький був переобраний на парламентських виборах, отримавши 9 126 голосів, що дозволило йому посісти 22 місце серед кандидатів від SMER-SD.
У Національних зборах Словаччини з 2016 року обіймав посаду голови Комітету з питань фінансів і бюджету та члена Комітету з європейських справ Словаччини.
На дострокових парламентських виборах у 2023 році Ладислав Каменицький був переобраний депутатом Національних зборів з 85 247 голосами, отримавши таким чином 16-те місце за кількістю голосів серед усіх обраних депутатів Національних зборів.
Каменицький являється заступником голови партії SMER-SD і близьким другом голови партії Роберта Фіцо.

### Міністр Фінансів
Ладислав Каменицький обіймає посаду міністра фінансів вже вдруге. Він обіймав посаду міністра фінансів у 2019 та 2020 роках і був перепризначений на посаду міністра фінансів у жовтні 2023 року.
27 листопада 2018 року Голова Національного банку Словаччини Йозеф Макух офіційно повідомив Прем'єр-міністру Словаччини Петру Пеллегріні, що той подає у відставку з посади Голови 1 березня 2019 року.
Згодом уряд Словаччини висунув кандидатуру тодішнього міністра фінансів Петра Кажіміра на посаду голови НБС, і 6 грудня 2018 року депутати Національних зборів схвалили цю пропозицію шляхом таємного голосування (зі 138 присутніх 86 проголосували «за», 40 — «проти» і 12 — «утрималися»).
27 лютого 2019 року президент Андрей Кіска призначив Кажіміра головою Національного банку Словаччини, останній вступить на посаду 1 червня 2019 року.
З 11 квітня 2019 року Кажімір подав у відставку з посади міністра фінансів.
За інсайдами з середовища SMER-SD, Франтішек Імреч, який до 1 жовтня 2018 року обіймав посаду голови Словацької фінансової адміністрації і подав у відставку після того, як Європейське бюро по боротьбі з шахрайством (OLAF) попередило про підозру в ухиленні від сплати митних платежів через заниження вартості імпорту товарів з Азії, розглядався як можливий наступник Кажіміра.
Як повідомляється, на посаду міністра Імреча просував, головним чином, голова партії Роберт Фіцо, який стверджував, що «Франтишек Імреч має величезний професійний і політичний потенціал для партії, який ми зацікавлені використовувати».
9 квітня 2019 року Фіцо оголосив на спільній прес-конференції з Пеллегріні, що кандидатура Каменицького була запропонована президією партії на посаду міністра фінансів. Партія затвердила пропозицію 15/16 квітня 2019 року.
7 травня 2019 року Президент Андрей Кіска призначив Каменицького Міністром фінансів Словачинни.
Уряд Петра Пеллегріні, до складу якого входив Ладислав Каменицький, пішов у відставку після лютневих виборів 20 березня 2020 року.

## Хоббі
Вільний час Ладіслав Каменіцький присвячує мистецтву. У нього вже було кілька виставок не тільки в Словаччині, але й за кордоном.